# Puchar CEV w piłce siatkowej mężczyzn (1983/1984)
Puchar CEV siatkarzy 1983/1984 - 4. sezon Pucharu CEV rozgrywanego od 1980 roku, organizowanego przez Europejską Konfederację Piłki Siatkowej (CEV) w ramach europejskich pucharów dla męskich klubowych zespołów siatkarskich "starego kontynentu".

## Drużyny uczestniczące
- VC Passau
- Verbunt VC Vught
- Casio Gonzaga Milano
- Aris Saloniki
- Atletico Madryt
- Ijsboerke Herentals
- Panathinaikos Ateny
- Chênois Genewa
- TJ Sokol Wiedeń
- Stade Français Paryż
- VC Paderborn
- AS Grenoble
- OK Vojvodina Nowy Sad
- Ubbink Orion Doetinchem
- Panini Modena
- Riccadonna Asti
- HVB Zonhoven

## Rozgrywki

### 1/8 finału
| Data  | Drużyna 1               | Wynik | Drużyna 2               | Sety |
| ----- | ----------------------- | ----- | ----------------------- | ---- |
| 03.12 | Verbunt VC Vught        | 3:0   | Atletico Madryt         |      |
| 11.12 | Atletico Madryt         | 1:3   | Verbunt VC Vught        |      |
|       |                         |       |                         |      |
| 03.12 | Ijsboerke Herentals     | 3:1   | Panathinaikos Ateny     |      |
| 11.12 | Panathinaikos Ateny     | 3:0   | Ijsboerke Herentals     |      |
|       |                         |       |                         |      |
| 03.12 | Chênois Genewa          | 0:3   | Casio Gonzaga Milano    |      |
| 11.12 | Casio Gonzaga Milano    | 3:1   | Chênois Genewa          |      |
|       |                         |       |                         |      |
| 03.12 | TJ Sokol Wiedeń         | 1:3   | Stade Français Paryż    |      |
| 11.12 | Stade Français Paryż    | 3:2   | TJ Sokol Wiedeń         |      |
|       |                         |       |                         |      |
| 03.12 | VC Paderborn            | 3:0   | AS Grenoble             |      |
| 11.12 | AS Grenoble             | 3:1   | VC Paderborn            |      |
|       |                         |       |                         |      |
|       | HVB Zonhoven            |       |                         |      |
|       |                         |       | HVB Zonhoven            |      |
|       |                         |       |                         |      |
| 03.12 | Vojvodina Nowy Sad      | 3:0   | Riccadonna Asti         |      |
| 11.12 | Riccadonna Asti         | 3:0   | Vojvodina Nowy Sad      |      |
|       |                         |       |                         |      |
| 04.12 | Ubbink Orion Doetinchem | 0:3   | Panini Modena           |      |
| 11.12 | Panini Modena           | 3:0   | Ubbink Orion Doetinchem |      |

### Ćwierćfinał
| Data  | Drużyna 1            | Wynik | Drużyna 2            | Sety |
| ----- | -------------------- | ----- | -------------------- | ---- |
| 11.01 | Verbunt VC Vught     | 3:0   | Panathinaikos Ateny  |      |
| 18.01 | Panathinaikos Ateny  | 0:3   | Verbunt VC Vught     |      |
|       |                      |       |                      |      |
| 11.01 | Casio Gonzaga Milano |       | Stade Français Paryż |      |
| 18.01 | Stade Français Paryż |       | Casio Gonzaga Milano |      |
|       |                      |       |                      |      |
| 11.01 | VC Paderborn         | 3:0   | HVB Zonhoven         |      |
| 18.01 | HVB Zonhoven         |       | VC Paderborn         |      |
|       |                      |       |                      |      |
| 11.01 | Vojvodina Nowy Sad   |       | Panini Modena        |      |
| 18.01 | Panini Modena        |       | Vojvodina Nowy Sad   |      |

### Turniej finałowy
Wyniki
| Data  | Drużyna 1            | Wynik | Drużyna 2            | Sety                          |
| ----- | -------------------- | ----- | -------------------- | ----------------------------- |
| 17.02 | Panini Modena        | 3:0   | VC Paderborn         | 15:10, 15:10, 15:12           |
| 17.02 | Casio Gonzaga Milano | 3:0   | Verbunt VC Vught     |                               |
|       |                      |       |                      |                               |
| 18.02 | Panini Modena        | 3:0   | Verbunt VC Vught     | 15:6, 15:8, 15:5              |
| 18.02 | Casio Gonzaga Milano | 3:0   | VC Paderborn         |                               |
|       |                      |       |                      |                               |
| 19.02 | Verbunt VC Vught     | 3:2   | VC Paderborn         | 7:15, 15:9, 15:0, 14:16, 15:9 |
| 19.02 | Panini Modena        | 3:1   | Casio Gonzaga Milano | 15:12, 8:15, 15:9, 15:10      |

Tabela
| Lp. | Drużyna              | Pkt | Mecze | Mecze | Mecze | Sety | Sety | Sety  |
| Lp. | Drużyna              | Pkt | M     | W     | P     | wyg. | prz. | ratio |
| --- | -------------------- | --- | ----- | ----- | ----- | ---- | ---- | ----- |
| 1   | Panini Modena        | 6   | 3     | 3     | 0     | 9    | 1    | 9.000 |
| 2   | Casio Gonzaga Milano | 5   | 3     | 2     | 1     | 7    | 3    | 2.333 |
| 3   | Verbunt VC Vught     | 4   | 3     | 1     | 2     | 3    | 8    | 0.375 |
| 4   | VC Paderborn         | 3   | 3     | 0     | 3     | 2    | 9    | 0.222 |

## Klasyfikacja końcowa
| Miejsce | Drużyna              |
| ------- | -------------------- |
| złoto   | Panini Modena        |
| srebro  | Casio Gonzaga Milano |
| brąz    | Verbunt VC Vught     |
| 4.      | VC Paderborn         |